# Зицо I
Зицо I фон Кефернбург (на немски: Sizzo I von Käfernburg; * ок. 974/975; † пр. 1005) е граф на Кефернбург в Тюрингия.

## Произход
Той е син на граф Зигер фон Кефернбург († сл. 1000/ок. 1012) и унгарска принцеса. Брат е на Гунтер Еремит († 1045).

## Фамилия
Зицо I фон Кефернбург се жени за унгарска принцеса. Той е баща на двама сина:
- Гюнтер II (* 1039; † 1062), граф на Кефернбург
- Зицо II († сл. 1075), граф на Кефернбург